# Сальмоур
Сальмоур (італ. Salmour, п'єм. Salmour) — муніципалітет в Італії, у регіоні П'ємонт,  провінція Кунео.
Сальмоур розташований на відстані близько 490 км на північний захід від Рима, 55 км на південь від Турина, 30 км на північний схід від Кунео.
Населення — 703 особи (2014).
Щорічний фестиваль відбувається 2 серпня. Покровитель — Sant'Eusebio.

## Демографія
Населення за роками:

Станом на 1 січня 2023 року в муніципалітеті офіційно проживали 102 іноземці з 12 країн, серед них 43 громадяни країн Євросоюзу.

## Сусідні муніципалітети
- Бене-Ваджіенна
- Червере
- Кераско
- Фоссано
- Нарцоле